# Troglohyphantes diabolicus
Troglohyphantes diabolicus Deeleman-Reinhold, 1978 è un ragno appartenente alla famiglia Linyphiidae.

## Descrizione
Il maschio ha una lunghezza totale di 2,93 mm; il cefalotorace è lungo 1,25 mm e largo 1,15 mm. Le femmine hanno una lunghezza media di 3,36 mm; il cefalotorace è lungo 1,20 mm e largo 0,95

## Distribuzione
La specie è stata rinvenuta nella Slovenia: in una grotta del monte Tisnik, nei pressi di Dolic, nella Stiria

## Tassonomia
Al 2013 non sono note sottospecie e non sono stati esaminati nuovi esemplari dal 1978.